# Notiobiella fulva
Notiobiella fulva is een insect uit de familie van de bruine gaasvliegen (Hemerobiidae), die tot de orde netvleugeligen (Neuroptera) behoort. 
Notiobiella fulva is voor het eerst wetenschappelijk beschreven door Esben-Petersen in 1928.